# Ngô Xuân Lộc
Ngô Xuân Lộc (sinh năm 1940) là một chính khách Việt Nam. Ông từng là Ủy viên Ban Chấp hành Trung ương Đảng Cộng sản Việt Nam khóa VI (dự khuyết), VII, VIII, Bộ trưởng Bộ Xây dựng, Phó Thủ tướng Chính phủ Cộng hòa Xã hội chủ nghĩa Việt Nam.

## Thân thế - Sự nghiệp
Ông sinh ngày 10 tháng 6 năm 1940, quê quán tại xã Nam Hồng, huyện Nam Trực, tỉnh Nam Định,Việt Nam.
Ông là đảng viên của đảng Lao Động Việt Nam từ tháng 7/1963, chính thức từ tháng 7/1964.
Sự nghiệp chính trị của ông bắt đầu đạt đỉnh cao từ năm 1986, khi ông được bầu làm Ủy viên dự khuyết Ban Chấp hành Trung ương Đảng Cộng sản Việt Nam khoá VI, khi đang giữ chức vụ Tổng Giám đốc công trình xây dựng Thủy điện Hòa Bình. Ngày 18 tháng 10 năm 1989, ông được bổ nhiệm làm Bộ trưởng Bộ Xây dựng thay người tiền nhiệm Phan Ngọc Tường chuyển sang giữ chức Bộ trưởng chuyên trách công tác tổ chức và cán bộ của Hội đồng Bộ trưởng.
Ông đắc cử Ủy viên chính thức Ban Chấp hành Trung ương Đảng Cộng sản Việt Nam khóa VII, VIII, tiếp tục được bổ nhiệm làm Bộ trưởng Xây dựng và Đô thị trong Chính phủ khóa IX. Ngày 29 tháng 9 năm 1997, ông được phê chuẩn bổ nhiệm làm Phó thủ tướng đặc trách Xây dựng.

## Kỷ luật
Ngày 11 tháng 12 năm 1999, ông bị Quốc hội phê chuẩn đề nghị miễn nhiệm chức vụ Phó thủ tướng vì thiếu trách nhiệm về quản lý Nhà nước trong vụ "sốt giá xi măng năm 1995" và vụ "Thủy cung Thăng Long". Ban Chấp hành Trung ương Đảng Cộng sản Việt Nam khóa VIII thi hành kỷ luật hình thức Cảnh cáo đối với ông do đã có những vi phạm khuyết điểm trách nhiệm quản lý sử dụng tài sản của Nhà nước gây thất thoát lãng phí và thôi chức Ủy viên Trung ương Đảng khóa VIII (1996-2001).